# من يكون هو

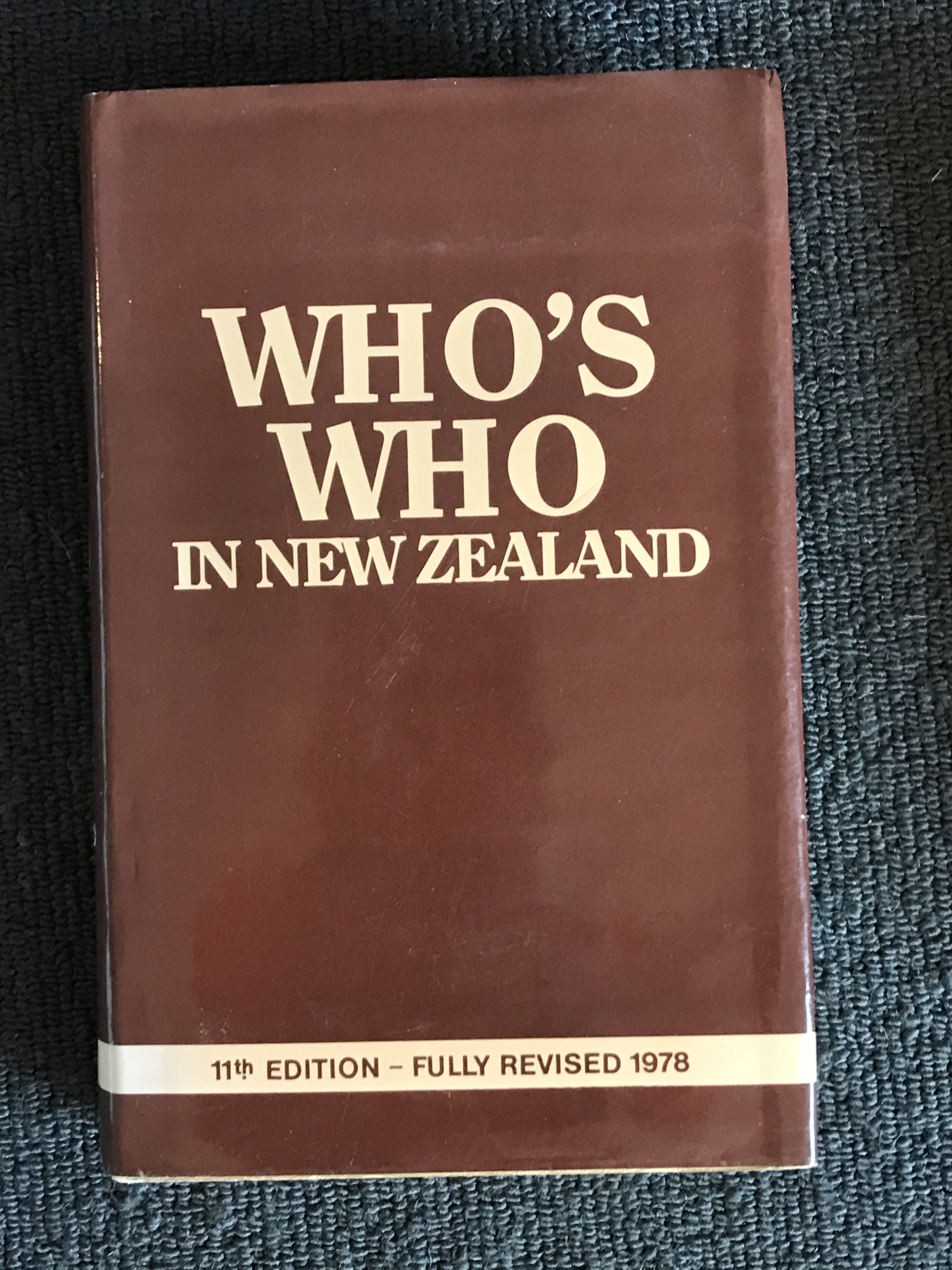
غلاف Who's Who في عام 1978 التي صدرت في نيوزيلاندا

من يكون من؟ (بالإنجليزية: Who is Who)‏ هو مصطلح أجنبي الأصل يطلق على عدد من المراجع والمنشورات والمواقع الإلكترونية التي تتناول بشكل عام السيرة الذاتية للأشخاص البارزين في بلد ما. تم اعتماد العنوان كتعبير يعني مجموعة من الشخصيات البارزة.
أول وأقدم والأكثر شهرة لاستخدام هذا المصطلح يرجع إلى الكتيب السنوي Who's Who وهو كتيب مرجعي عن الشخصيات البارزة المعاصرة في بريطانيا وينشر سنويًا منذ عام 1849.
مصطلح " Who's Who" موجود في الملكية العامة وليس ذو حقوق محفوظة لأي جهة، وهو ما شجع العديد من المؤلفين والناشرين على إصدار منشورات تحوي نفس الاسم باسماء ولغات مختلفة.
مع تزايد شيوع هذه النوعية من المنشورات ظهر بعض منها فيما يوصف بـ (Who's Who scams) أو الخادعة وهي عبارة عن منشورات سير ذاتية مدفوعة من خلال الحصول على أموال من أشخاص لكي يتم نشر سيرتهم دون الاهتمام بأي معايير أو أسس للمحلوظية، أيضًَا استخدم بعض الأشخاص هذه السير الذاتية من أجل بيعها إلى المسوقين عبر البريد المباشر.

## أمثلة على هذه المنشورات
- موسوعة Who's Who، أقدم منشور يشمل أشخاص بريطانيين بارزين وصدرت منذ عام 1849 ؛ الأشخاص الذين ماتوا منذ عام 1897 مدرجون في Who Was Who.
- موسوعة كامبريدج Cambridge Who's Who (المعروف أيضًا باسم Worldwide Who's Who )، وتصدر من نيويورك.
- ماركيز هوز هو Marquis Who's Who، سلسلة من الكتب التي نشرها ماركيز، تسرد في المقام الأول الشخصيات الأمريكية البارزة، ولكن بما في ذلك Who's Who in the World.
- Who's Who in New Zealand، تم نشر اثني عشر طبعة على فترات غير منتظمة بين عامي 1908 و 1991
- Canadian Who's Who، قائمة الكنديين البارزين منذ عام 1910
- Who's Who in Switzerland، نُشر في الفترة من 1953 إلى 1996 ثم Swiss Who's Who، وهي قائمة بشخصيات سويسرية بارزة أو شخصيات بارزة تعيش في سويسرا منذ عام 2015[2]
- Who's Who in Australia، قائمة بأستراليين بارزين منذ عام 1923
- Who's Who in France، قائمة الفرنسيين البارزين أو الأشخاص الذين يعيشون في فرنسا منذ عام 1953 باللغة الفرنسية.[3]

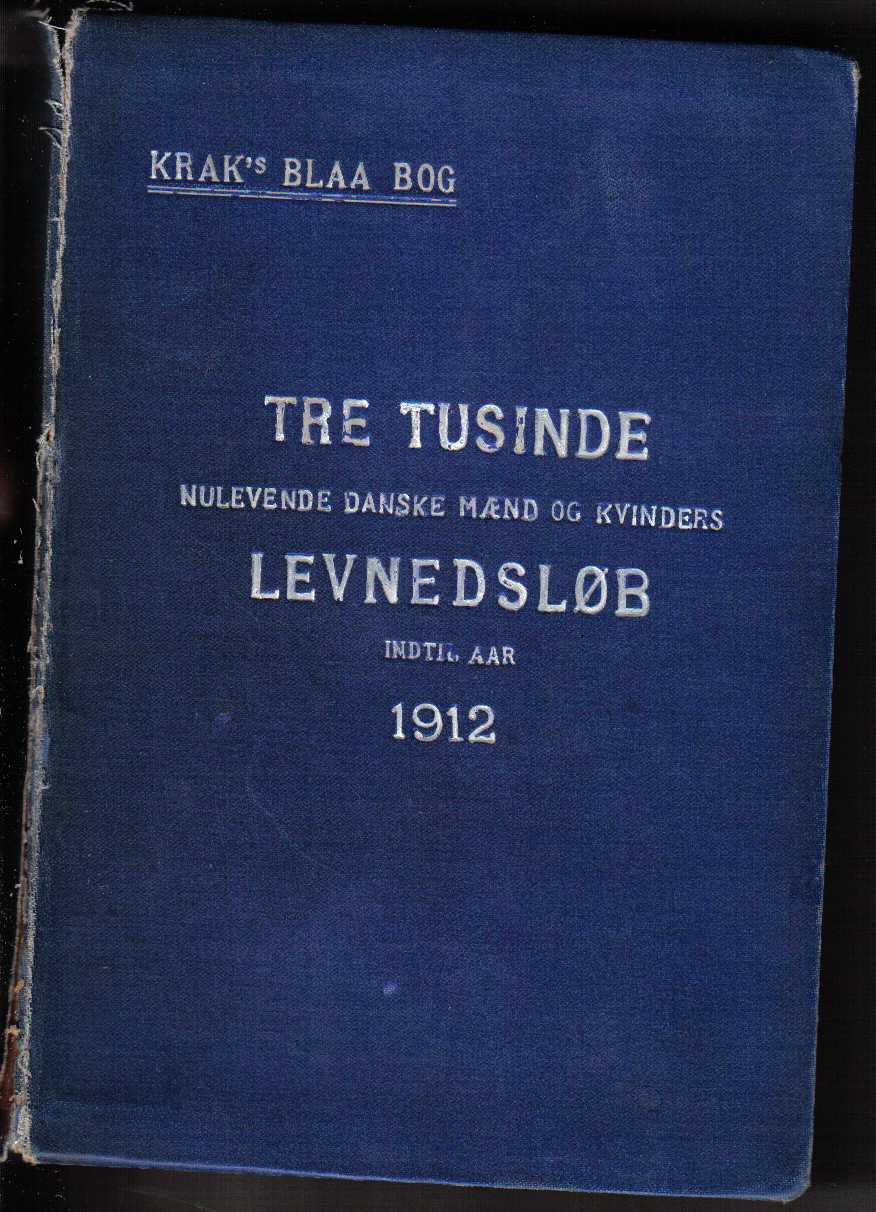
الدنماركي Kraks Blå Bog (1912)
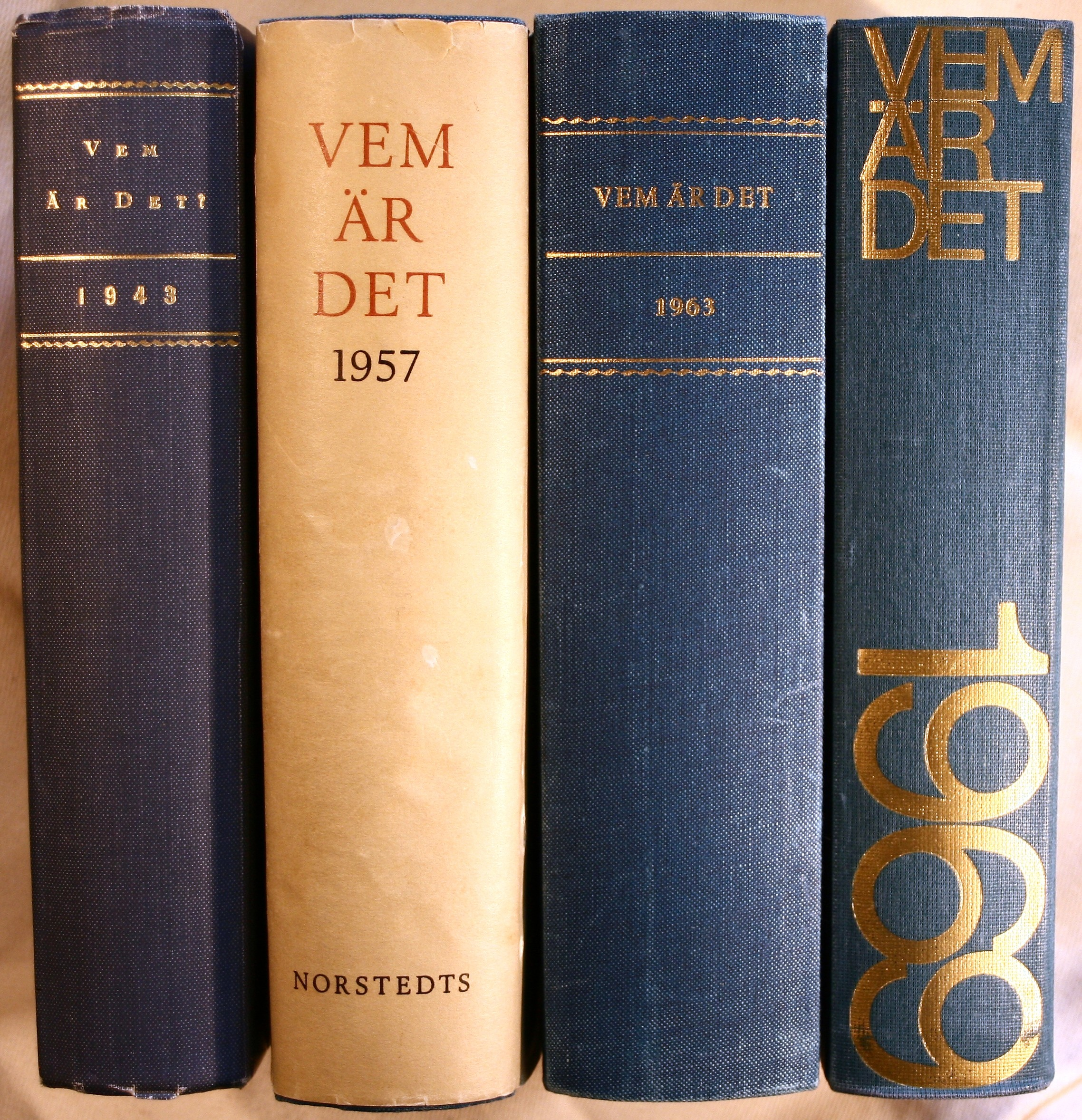
السويدية Vem är det (4 أعداد)
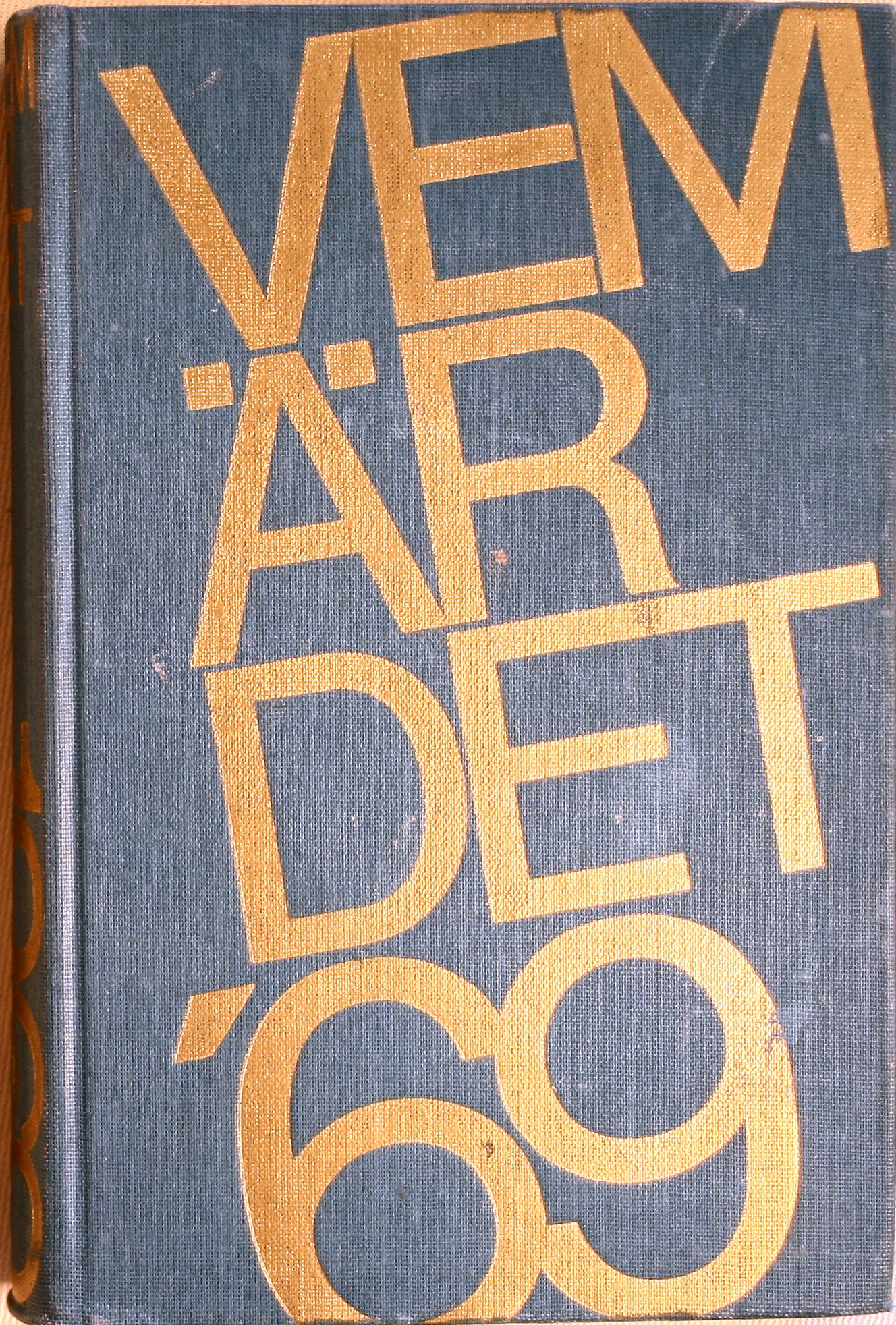
السويدية Vem är det (1969)

## في الثقافة العربية
فكرة إنشاء قواميس أو مراجع للسير هي موجودة منذ مئات السنين من خلال كتب التراجم والتي تتنال معلومات مختصرة عن العديد من الشخصيات، ومن أبرز المنشورات العربية في هذا المجال هو موسوعة الأعلام للزركلي والتي نشرت على عدة طبعات منذ عام 1972.